# Марков, Ким Васильевич
Ким Васильевич Марков (род. 12 декабря 1931) — советский и российский тренер по самбо и дзюдо. Почётный гражданин Липецка.

## Биография
Родился в 12 декабря 1931 года в Липецке. Во время службы в армии серьёзно увлёкся самбо. Стал мастером спорта и призёром чемпионатов Приморского и Дальневосточного военных округов. После демобилизации окончил металлургический техникум, затем работал в фасонолитейном цехе Новолипецкого металлургического комбината. Активно занимался общественной деятельностью. В конце 1950-х годов был избран секретарём заводского комитета комсомола. Возглавлял созданный им заводской молодёжный отряд по охране общественного порядка. В 1963 году перешёл на службу в милицию. Работал в уголовном розыске, был инспектором по делам несовершеннолетних, заместителем начальника отделения штаба УВД Липецкого облисполкома. Получил звание майора. В то же время учился в Липецком педагогическом институте на физико-математическом факультете. Возглавлял секцию по самбо в местном дворце культуры, привлекал к занятию спортом в том числе и трудных подростков. Затем эта секция затем перешла к ДСО «Динамо» и переехала в новый спортивный комплекс. Марков подготовил более 50 мастеров спорта по самбо и дзюдо. Среди них чемпион СССР и Европы Геннадий Бирюков.

## Награды
- Почётный гражданин Липецка[1]
- Золотой орден «За заслуги и развитие национального спорта»[1]
- Премия МВД России «Честь и доблесть»[3]
- Премия Национального Комитета неолимпийских видов спорта в номинации «За гуманизм и великодушие»[1]